# Мапойо (язык)
Мапойо (Mapoyo, Mapoyo-Yabarana) — карибский язык, на котором говорит народ мапойо, проживающий в Венесуэле. У мапойо существует три разновидности: мапойо, пемоно и ябарана.

## Диалекты
- Мапойо (Mapayo, Mapoye, Mapoyo, Mopoi, Nepoye, Wanai) распространён на юго-западе штата Боливар (на саванне между реками Каньо-Карипо на севере и Вильякоа на юге, около дороги Кайкара-дель-Ориноко в сторону Пуэрто-Аякучо, населённый пункт Паломо, 60 км к югу от города Ла-Урбана). Диалект бесписьменный. Носители мапойо перешли на испанский язык.
- Пемоно (Pémono) раньше был распространён в деревне Верхняя Махагуа, проживают вместе с носителями ябарана. Перешли на испанский язык. В настоящее время диалект исчез.
- Ябарана (Yabarana, Yauarana, Yawarana) распространён в бассейне реки Манапьяре, над городом Сан-Хуан-де-Манапьяре, в штате Амасонас